# Pyrénées-Mont Perdu
Cet article concerne le site inscrit au patrimoine mondial. Pour la chaîne montagneuse, voir Pyrénées. Pour le massif du Mont-Perdu, voir Massif du Mont-Perdu. Pour les autres significations, voir Mont Perdu (homonymie).
L'appellation Pyrénées-Mont Perdu (Pirineos-Monte Perdido en espagnol) désigne un vaste ensemble montagneux transfrontalier entre la France et l'Espagne, inscrit depuis 1997 sur la liste du « patrimoine mondial » de l'Organisation des Nations unies pour l'éducation, la science et la culture (UNESCO) au titre des paysages naturels et des paysages culturels.
L'ensemble « Pyrénées-Mont Perdu » est la réunion de deux parcs nationaux préexistants :
- la partie orientale du parc national des Pyrénées dans le département français des Hautes-Pyrénées : les cirques de Gavarnie, Estaubé, Troumouse et Barroude, et quelques territoires situés en zone périphérique du parc sur les communes d'Aragnouet et Gavarnie-Gèdre ;
- le parc national espagnol d'Ordesa et du Mont-Perdu dans la comarque de Sobrarbe en Communauté autonome d'Aragon, et quelques zones adjacentes sur les territoires de  Bielsa, Fanlo, Puértolas, Tella-Sin et Torla.

En France, dans les Hautes-Pyrénées, les cirques de Gavarnie, d'Estaubé et de Troumouse ainsi que la muraille de Barroude offrent des aspects particuliers de ce site de haute montagne. Ce sont des cirques d'origine glaciaire, aux hautes parois escarpées. L'aménagement des pâturages de moyenne montagne, des granges d'altitude est un témoin d'une activité agro-pastorale traditionnelle encore présente.
En Espagne, dans la province d'Aragon, les canyons d'Ordesa, de Niscle et d'Escuain sont parmi les plus profonds d'Europe. Les paysages de moyenne altitude de ce versant, façonnés au cours des siècles par l'agriculture en terrasse et la vie pastorale, sont les marques encore vivantes d'une remarquable adaptation des bergers aux exigences de ce milieu.

## Géographie
Le site de Pyrénées-Mont Perdu est binational et se situe de part et d'autre de la frontière entre l'Espagne et la France, à l'extrémité sud du département des Hautes-Pyrénées, en région Occitanie côté français, et à l'extrémité nord de la province de Huesca, communauté autonome d'Aragon côté espagnol. Il est centré sur le massif du Mont-Perdu, plus haut massif calcaire d'Europe dont le mont Perdu culmine à 3 355 m. Sa superficie totale est de 30 639 ha et comprend, outre le massif central, d'autres espaces, :
- côté nord ou français, le domaine compose la partie centrale du parc national des Pyrénées et comporte quatre cirques glaciaires : le cirque de Gavarnie au nord-ouest, le cirque d'Estaubé au nord, le cirque de Troumouse et le cirque de Barroude au nord-est ;
- côté sud ou espagnol, s'étendent quatre vallées profondes appartenant aussi au parc national d'Ordesa et du Mont-Perdu : le canyon d'Ordesa à l'ouest, le canyon de Niscle prolongé par le canyon du Vellos au sud, les gorges d'Escuain au sud-est, et la haute vallée de Pineta à l'est.

Le massif du Mont-Perdu inclut la zone nord du pic du Piméné jusqu'à la commune de Gèdre. Toutefois, ce massif s'arrêtant au cirque d'Estaubé, Pyrénées-Mont Perdu inclut aussi à l'est une partie du massif de la Munia qui représente les crêtes sommitales du cirque de Troumouse et du cirque de Barroude. À l'est, seul est inclus le haut de la vallée de Pineta, au niveau du cirque de Pineta là ou le fleuve Cinca prend sa source. Au sud, le parc national d'Ordesa et du Mont-Perdu, et donc Pyrénées-Mont Perdu, n'occupe pas les contreforts sud du massif du Mont-Perdu, ce qui entraîne un découpage en dentelles : les canyons d'Ordesa, du Vellos et d'Escuain sont bien inclus dans le site, mais pas forcément les sommets des versants ni les zones entre ces vallées,. Enfin, le canyon du Vellos descend très profondément au sud, au milieu de zones non classées, formant un long corridor de protection finissant à seulement 4 km de la commune de Laspuña,.

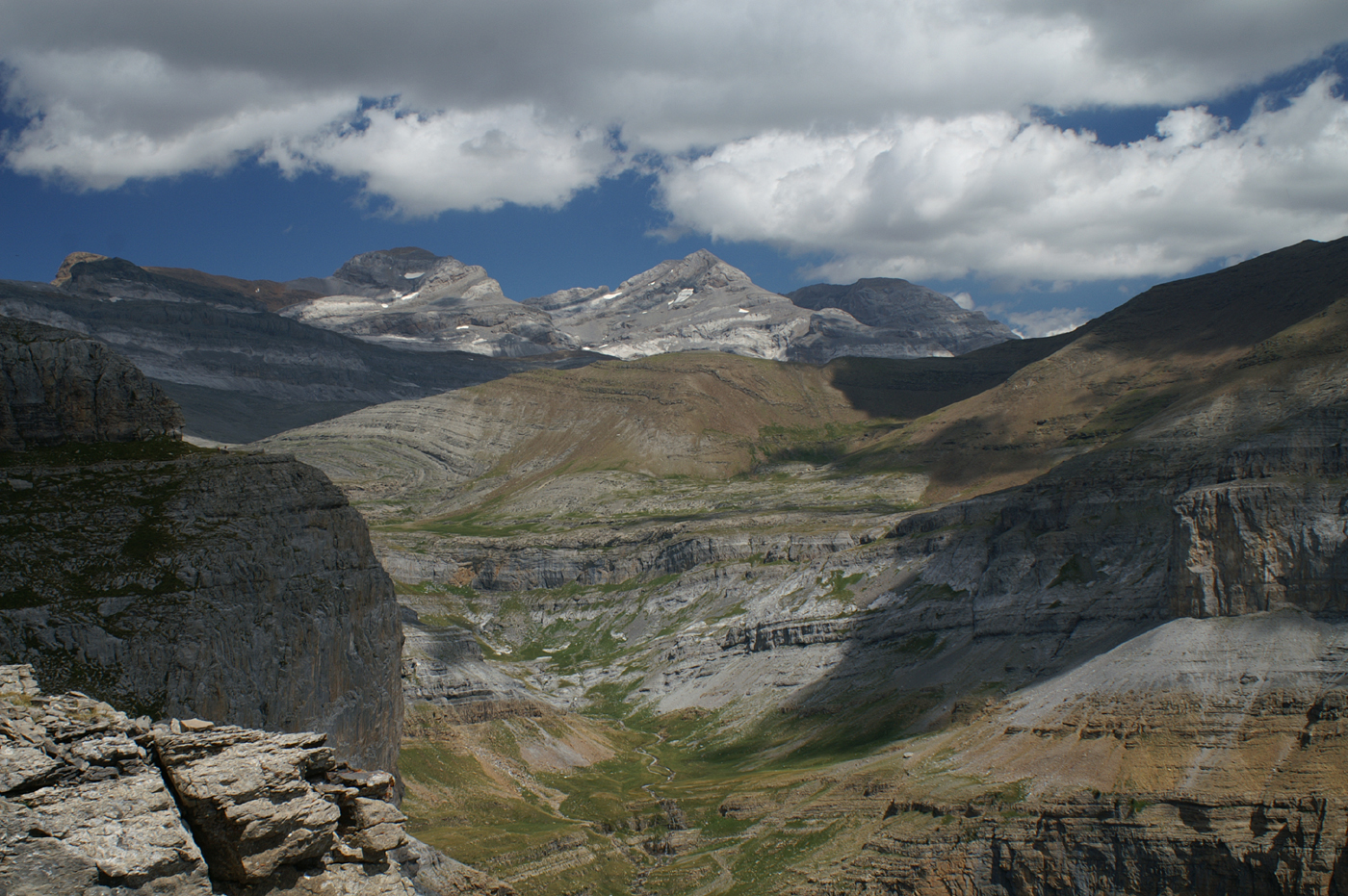
Massif du Mont-Perdu au centre.
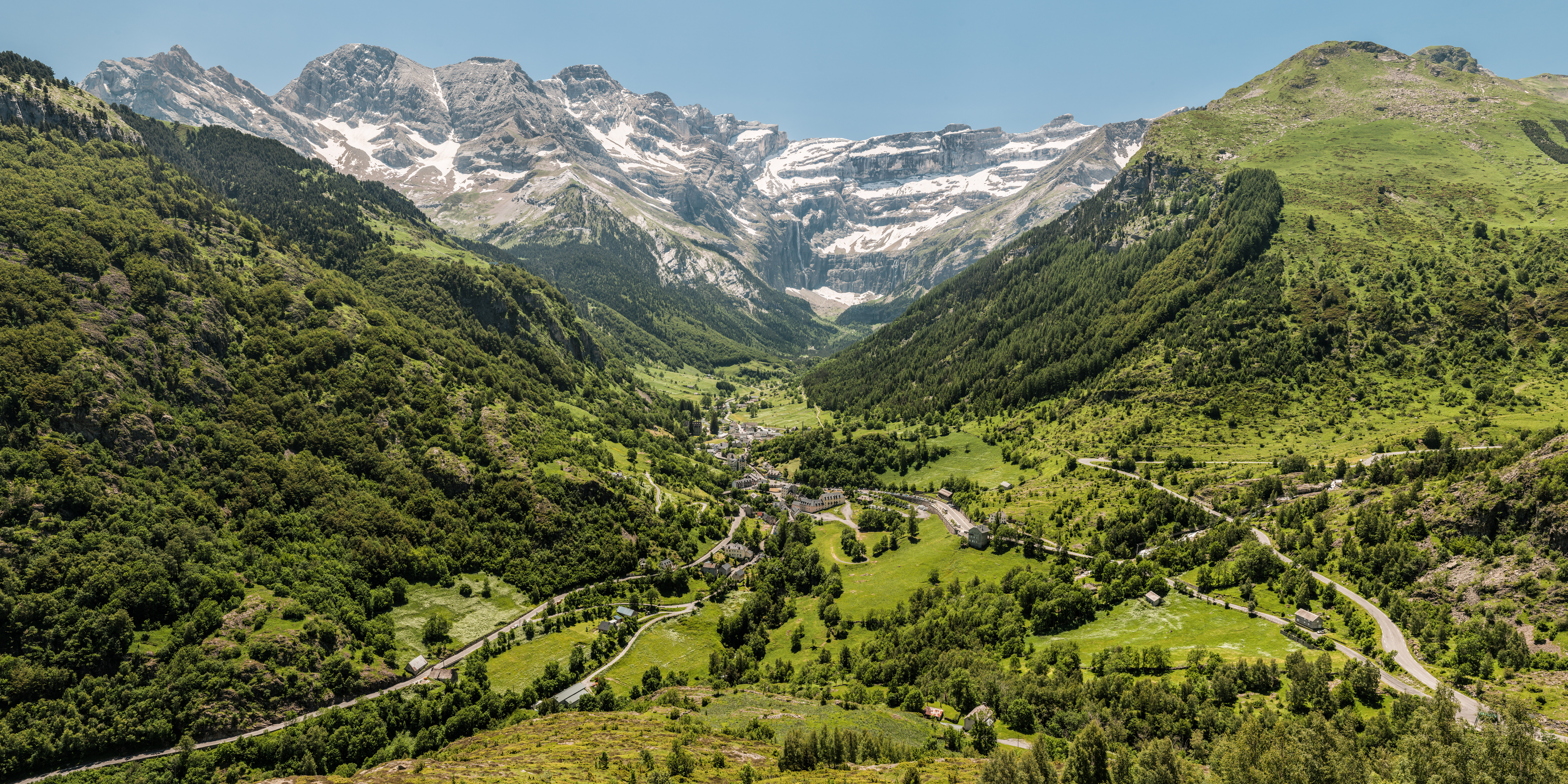
Cirque de Gavarnie dans le nord.
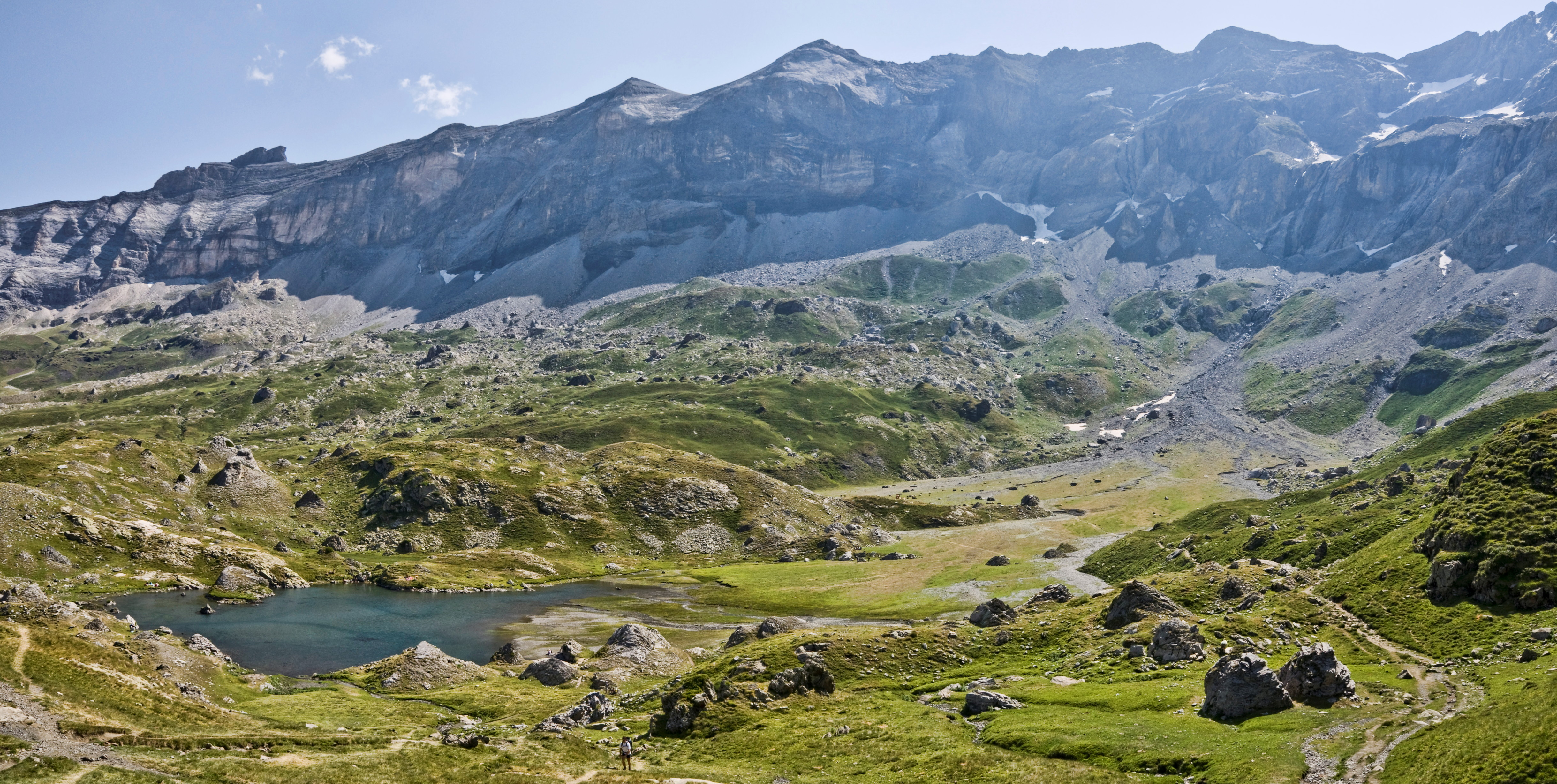
Cirque de Troumouse dans le nord-est.
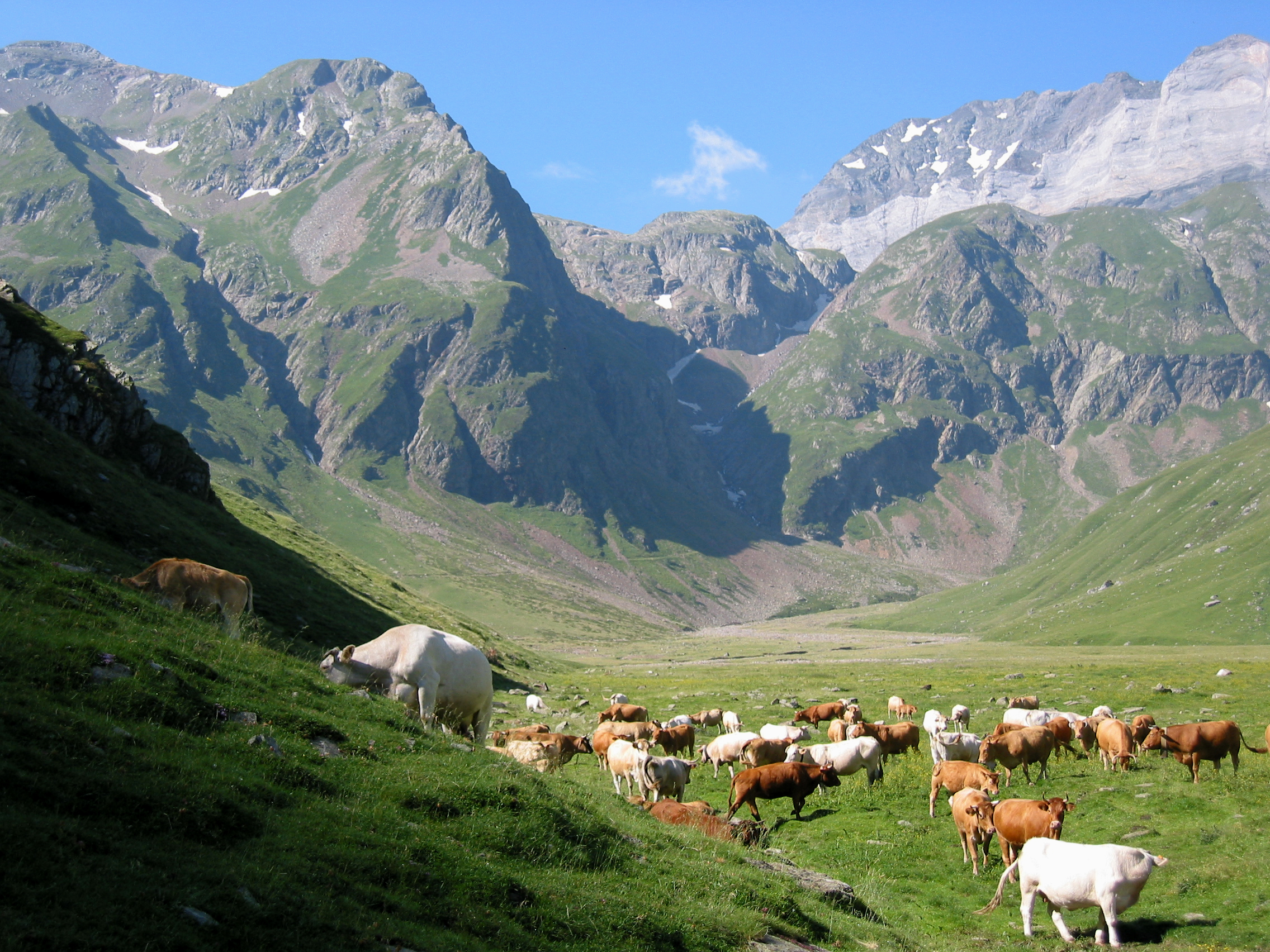
Cirque de Barroude en vallée de La Gela dans le nord-est.
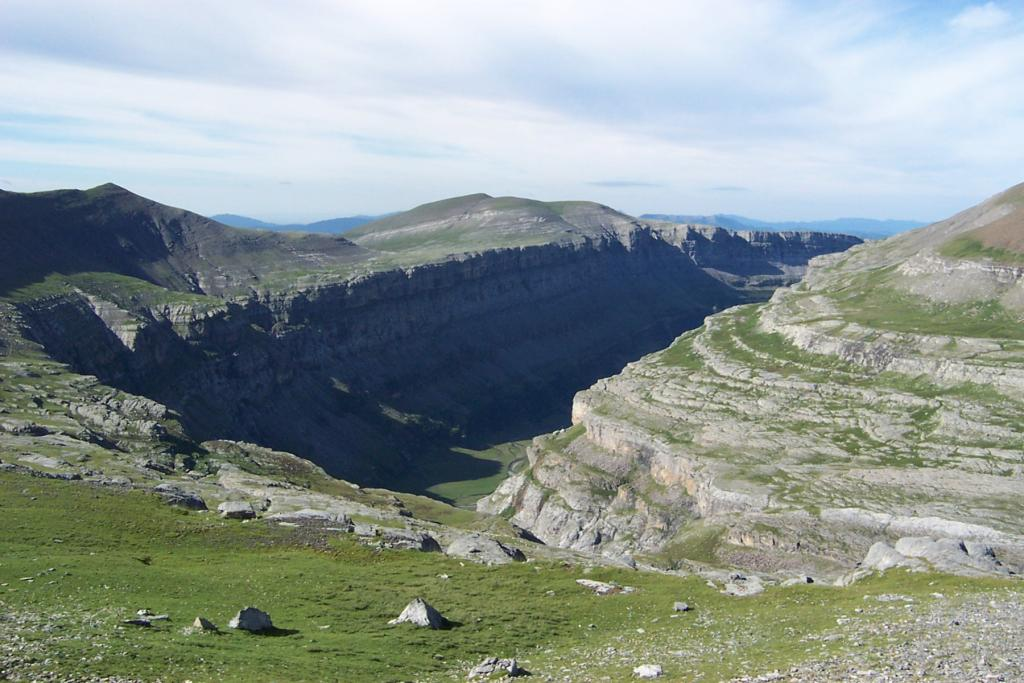
Vallée d'Ordesa dans l'ouest.
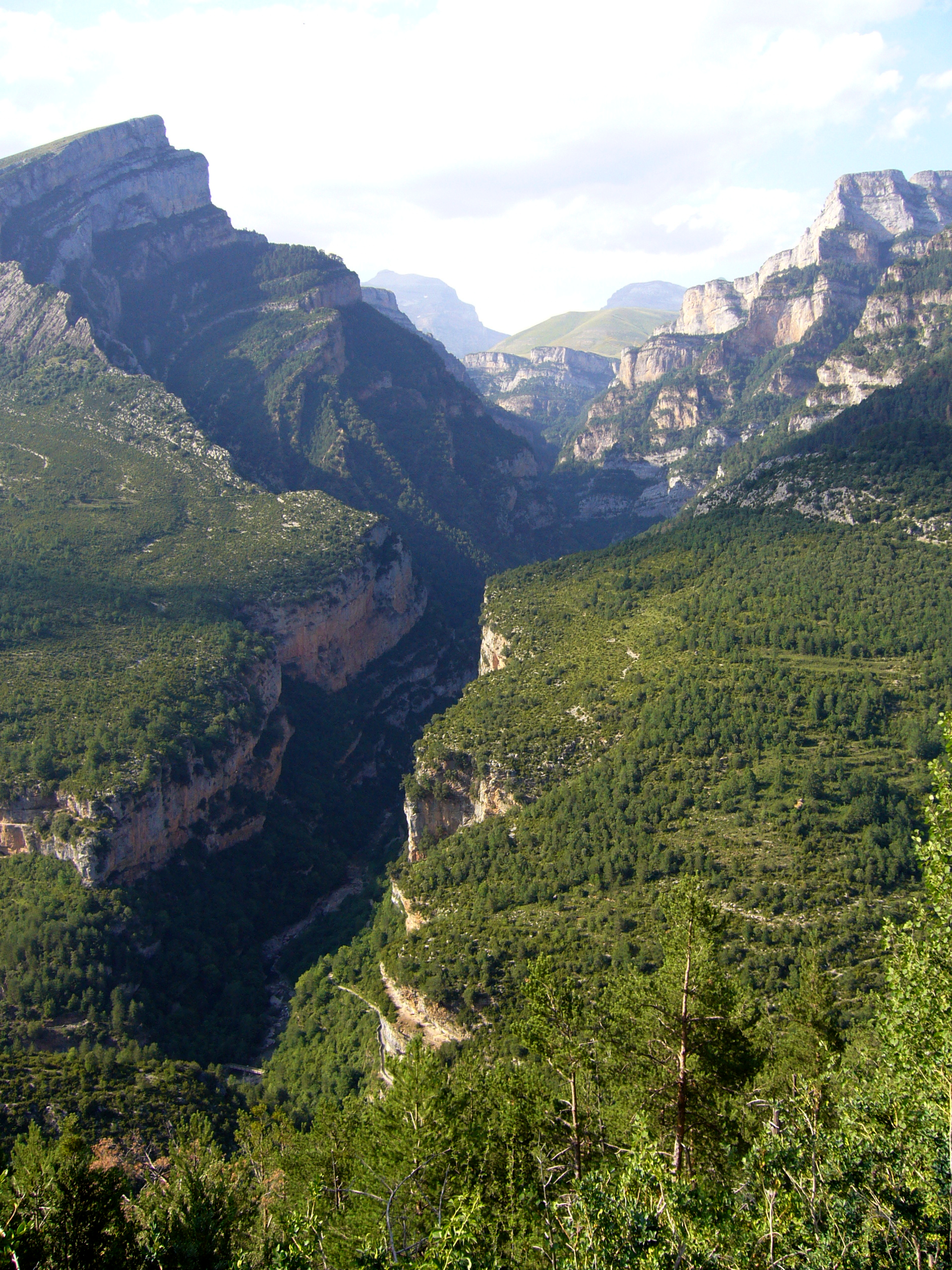
Canyon de Niscle dans le sud.
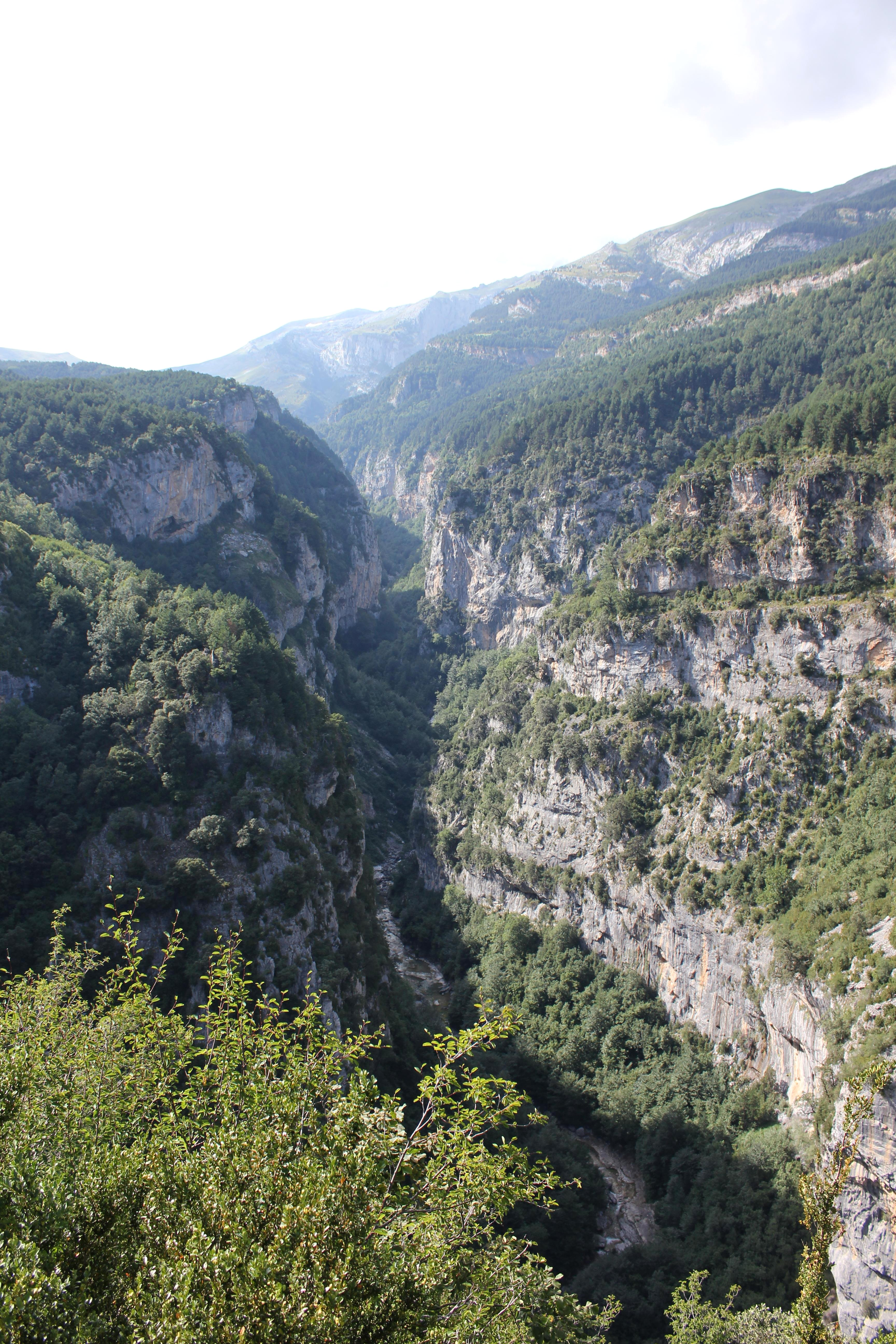
Gorges d'Escuain dans le sud-est.
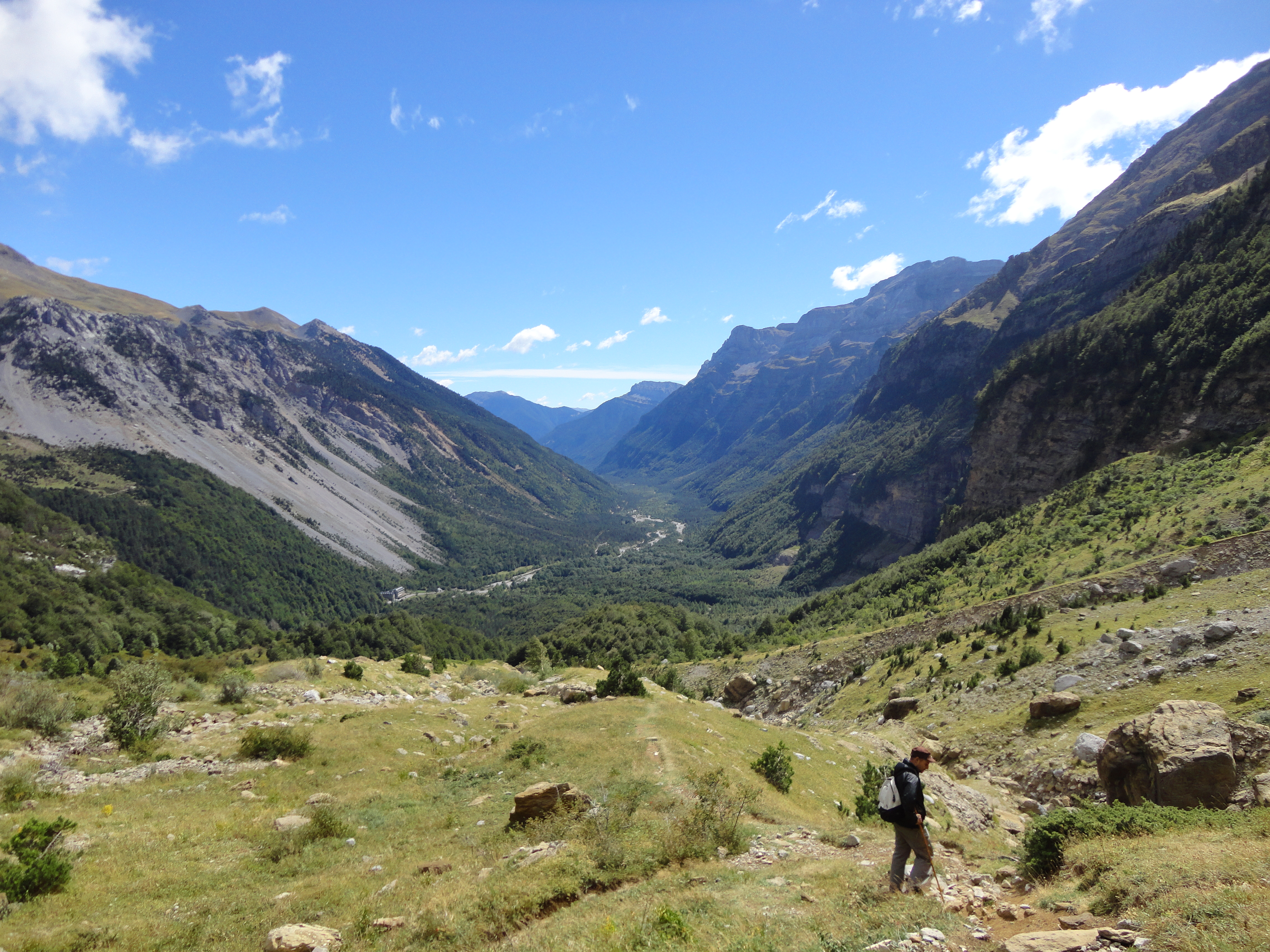
Haute vallée de Pineta dans l'est.

Le domaine de Pyrénées-Mont Perdu est cerné au nord-ouest par le massif du Vignemale et au nord-est par le massif du Néouvielle, tandis qu'à l'est il s'arrête le long de la crête frontière dans la partie est du massif de la Munia. Côté espagnol, la vallée de Bujaruelo et la vallée de l'Ara le terminent à l'ouest et la basse vallée de Pineta à l'est. La vallée de Bió au sud-ouest, la petite vallée du Rio Airés au sud et la zone de Tella-Sin au sud des gorges d'Escuain, ne font plus partie de Pyrénées-Mont Perdu.
| Massif du Vignemale Vallée de Bujaruelo | Pays Toy            | Vallée de Héas Massif du Néouvielle |
| Vallée de l'Ara                         | Pyrénées-Mont Perdu | Massif de la Munia Vallée de Pineta |
| Vallée de Bió                           | Canyon du Vellos    | Vallée du Cinca                     |

## Géologie

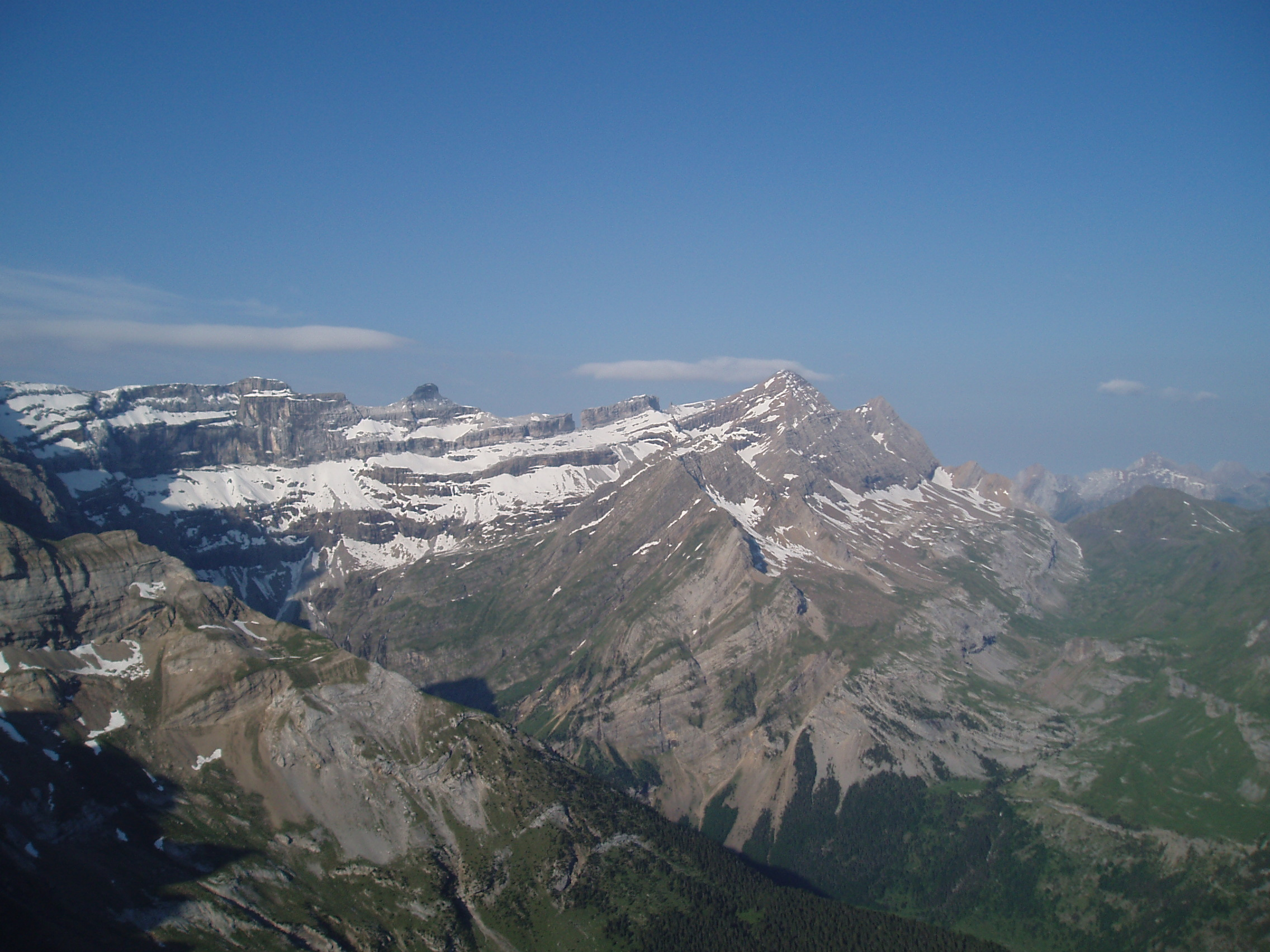
Barre rocheuse du cirque de Gavarnie : à droite aux basses altitudes, la nappe de Gavarnie datant du Dévonien, et à gauche au niveau des sommets, la nappe du mont Perdu datant du Crétacé supérieur-Paléocène. Toutes les roches sont sédimentaires.

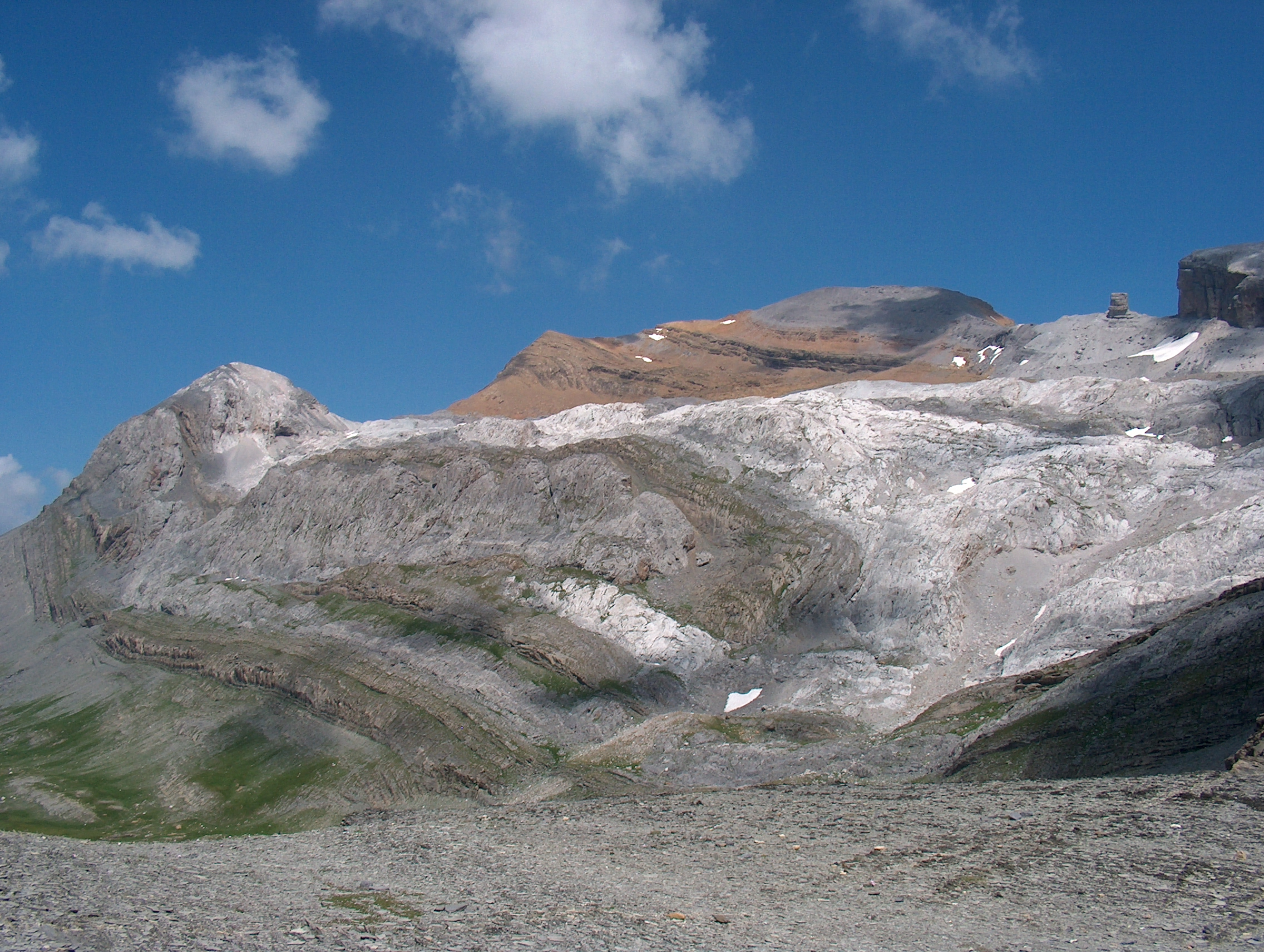
Pic du Taillon vue depuis le côté espagnol : à la base, strates géologiques grises datant du Paléocène, puis en haut, roches rouges datant du Crétacé supérieur, enfin le sommet gris date de la transition Crétacé-Paléocène (Danien).

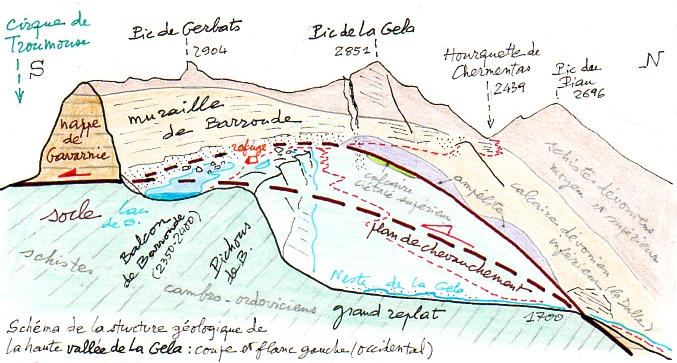
Schéma géologique de la muraille ouest du cirque de Barroude dans la haute vallée de la Géla.

### Roches et reliefs
Les massifs de montagne du Mont-Perdu et de la Munia sont composés de roches sédimentaires issues de nappes de charriage. Géomorphologiquement, on distingue trois nappes :
- au nord, du versant oriental de Gavarnie jusqu'au massif de la Munia inclus, en passant par les zones d'Estaubé et Troumouse, on trouve des roches à base de calcaires, schistes et de grès datant du Dévonien (−420 à −360 Ma), et que l'on nomme nappe de Gavarnie ;
- au centre, du cirque de Gavarnie à la vallée de Pineta, en passant par la crête de la frontière franco-espagnole, on trouve une nappe calcaire étroite datant du Crétacé supérieur (−100 à −66 Ma), longue en tout de 20 km, et formant la partie inférieure de la nappe du mont Perdu ;
- au sud-ouest, des sommets de la vallée d'Ordesa jusqu'aux gorges d'Escuain, en passant par les hauts sommets espagnols dits des « trois sœurs » (cylindre du Marboré, mont Perdu et pic d'Anisclo), on trouve de hauts plateaux d'environ 2 000 m composés de calcaires et de grès datant du Paléocène-Éocène (de −66 à −45 Ma), et formant la partie supérieure de la nappe du mont Perdu.

À l'extrémité orientale de Pyrénées-Mont Perdu, le cirque de Barroude offre une transition géologique : venant de l'ouest, la nappe de Gavarnie laisse apparaître un socle de schistes datant du Cambrien-Ordovicien suivant une ligne de chevauchement allant vers le centre de la vallée, tandis que la partie orientale du cirque est faite de roches plutoniques de type diorite.
Les caractéristiques du relief sont dues à l'érosion au cours des derniers 5 millions d'années, l'alternance de périodes de refroidissement et réchauffement ayant creusé les roches sédimentaires assez profondément. Au cours du Pliocène et Pléistocène, de −5 Ma à −10 000 ans, de nombreux glaciers sont à l'origine des cirques glaciaires et vallées glaciaires : cirque et vallée de Gavarnie, cirques d'Estaubé et Troumouse pour la vallée de Héas, cirque de Barroude pour la vallée de la Géla, cirque et vallée de Pineta, ainsi que le cirque de Cotatuero associé à la vallée d'Ordesa. La brèche de Roland est une curiosité géologique, entaille glaciaire dans la crête sommitale rocheuse. Puis à l'Holocène, à partir de −10 000 ans, les cours d'eau ont scié les verrous glaciaires rocheux et aussi creusé les canyons de Niscle, Vellos, et Escuain dans le secteur sud du massif du Mont-Perdu.

### Orogenèse

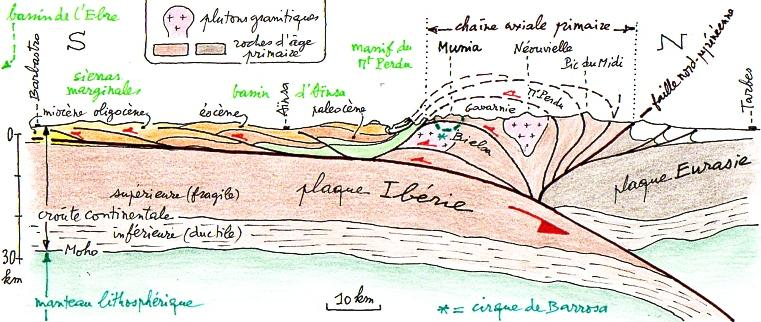
Coupe géologique sud-nord des Pyrénées passant par la Munia : détail des nappes de Gavarnie et du mont Perdu.

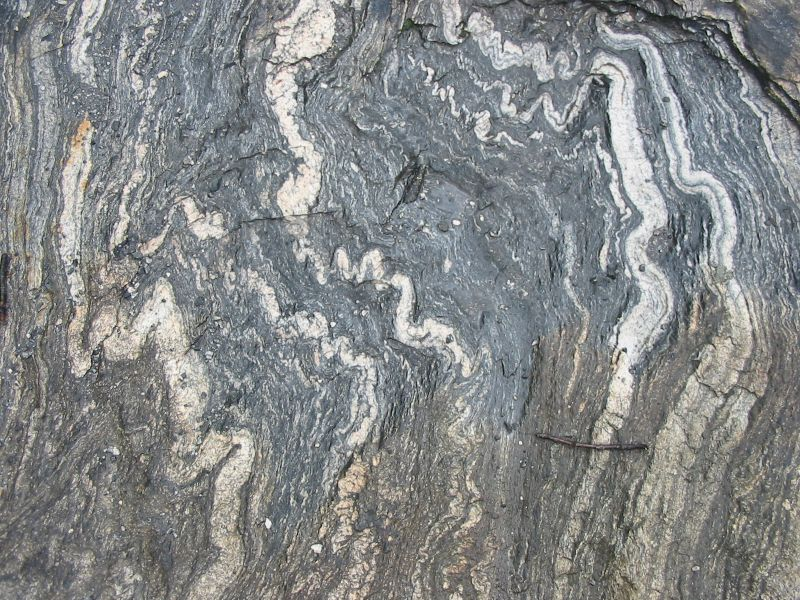
Migmatite : les zones grises sont métamorphiques et les zones grises magmatiques.

La formation des roches ainsi que le relief du massif du Mont-Perdu et des cirques glaciaires sont le résultat d'une succession de processus géologiques, détaillés ci-après :
1. Vers -500 millions d'années (Ordovicien), la zone se trouve au sud de l'océan Iapetus près du pôle sud. Des sédiments marins se déposent alors pendant plus de 100 millions d'années, créant des roches sédimentaires par diagénèse.
2. À partir de -400 millions d'années, les plaques sous l'océan Iapetus puis l'océan Rhéique remontent vers le nord en même temps que le Protogondwana centré alors sur le pôle sud. La remontée du Protogondwana fait que l'océan Rhéique, situé entre celui-ci au sud et la Laurussia au nord, se referme doucement mais complètement. Les roches sédimentaires sont alors comprimées et se métamorphisent.
3. De -345 à -260 millions d'années (de la période du Carbonifère à celle du Permien), l'orogenèse varisque engendre une immense chaîne de montagne (la chaîne varisque, ou hercynienne, sans commune mesure avec la chaîne actuelle). En sous-sol, dans la racine de la montagne, la température et la pression sont telles que les roches sédimentaires déjà métamorphisées fondent partiellement (anatexie) donnant naissance à de la migmatite gris blanc, roche mixte entremêlée de zones magmatiques (parties blanches) et de zones restées métamorphiques (parties grises). Cette migmatite constitue aujourd'hui la base rocheuse sur laquelle repose le site de Pyrénées-Mont Perdu, dont on retrouve des affleurements au niveau de la vallée de Gavarnie et surtout du cirque d'Estaubé (au barrage des gloriettes)[10]. Des conditions de température et de pression plus fortes peuvent aussi donner une fusion totale des roches en profondeur constituant les granites à la base du massif du Néouvielle, massif adjacent à Pyrénées-Mont Perdu.
4. De -260 à -100 millions d'années (de la fin du Permien au milieu du Crétacé), à la suite de l'ouverture de l'océan Neo-Thétis et de l'océan Atlantique central, la chaîne varisque est fortement érodée jusqu'à son socle, c'est-à-dire qu'il ne reste plus à la fin qu'une pénéplaine. On observe un affleurement progressif du socle granitique et métamorphique.
5. À partir de -100 millions d'années, cette plaine est couverte par une mer peu profonde et de nouvelles couches sédimentaires se déposent au-dessus du socle hercynien[9],[11], et formeront les roches de la nappe du mont Perdu. Puis, l'orogénèse alpine commence avec un pic d'intensité vers -40 millions d'années (Éocène) : la remontée en latitude de la plaque africaine entraîne avec elle la plaque ibérique qui entre en collision avec la plaque eurasiatique pour former les Pyrénées (qui font partie du système alpin). Les roches sédimentaires et métamorphiques des croûtes en collision remontent en altitude ce qui fait disparaître totalement la mer peu profonde[11]. Au niveau de Pyrénées-Mont Perdu, la plaque ibérique glisse alors sous la plaque continentale, ce qui à quelques conséquences : 
  - d'une part, le pic de surrection des Pyrénées vers -40 millions d'années entraîne l'élévation de couches sédimentaires sous marines issues auparavant de l'ouverture du golfe de Gascogne. Ces couches de calcaires sont ainsi remontées et drainées sur la plaque eurasiatique par la plaque ibérique faisant passer la nappe du mont Perdu sur nappe de Gavarnie[9].
  - d'autre part, juste à l'ouest du village de Gavarnie, une faille inverse entraîne une curiosité géologique : une étroite bande de la nappe du mont Perdu (vieille de moins de 100 Ma) se retrouve prise en sandwich, sur plusieurs kilomètres, entre le socle métamorphique (à base de migmatite, quartzite et micaschiste) en dessous, et la nappe de Gavarnie au-dessus, ces deux couches étant plus vieilles (plus de 250 Ma)[9],[7].
6. À partir de -5 millions d'années (au Pliocène et Pléistocène), le refroidissement général du climat entraîne la formation de glaciers qui creusent les cirques glaciaires ainsi que les vallées en U. Cette érosion profonde des couches supérieures fait alors affleurer la migmatite métamorphique au niveau du cirque d'Estaubé, ainsi que l'inversion des strates géologiques au niveau du plateau des Espélugues (dite nappe de charriage de Gavarnie). Quant au centre du massif, il sera moins érodé que sa base et conservera ainsi sa strate sédimentaire de type calcaire à plus de 3 000 m, unique au niveau européen. Au dernier maximum glaciaire vers −20 000 ans av. J.-C., la zone est recouverte d'un glacier géant.
7. Enfin, vers -10000 ans av. J.-C. (Holocène), le réchauffement climatique global fait disparaître le glacier, laissant apparaître trois pointes plus hautes faites d'une roche plus dure : le mont Perdu, le cylindre du Marboré et la Soum de Ramond, qui seront appelées localement les « Trois Sœurs » (Tres Serols en aragonais local ou Tres Sorores en espagnol). De ce glacier géant ne reste plus qu'aujourd'hui le glacier du Mont-Perdu, confetti d'une trentaine d'hectares et de 20 m d'épaisseur.

## Faune et flore

### Flore

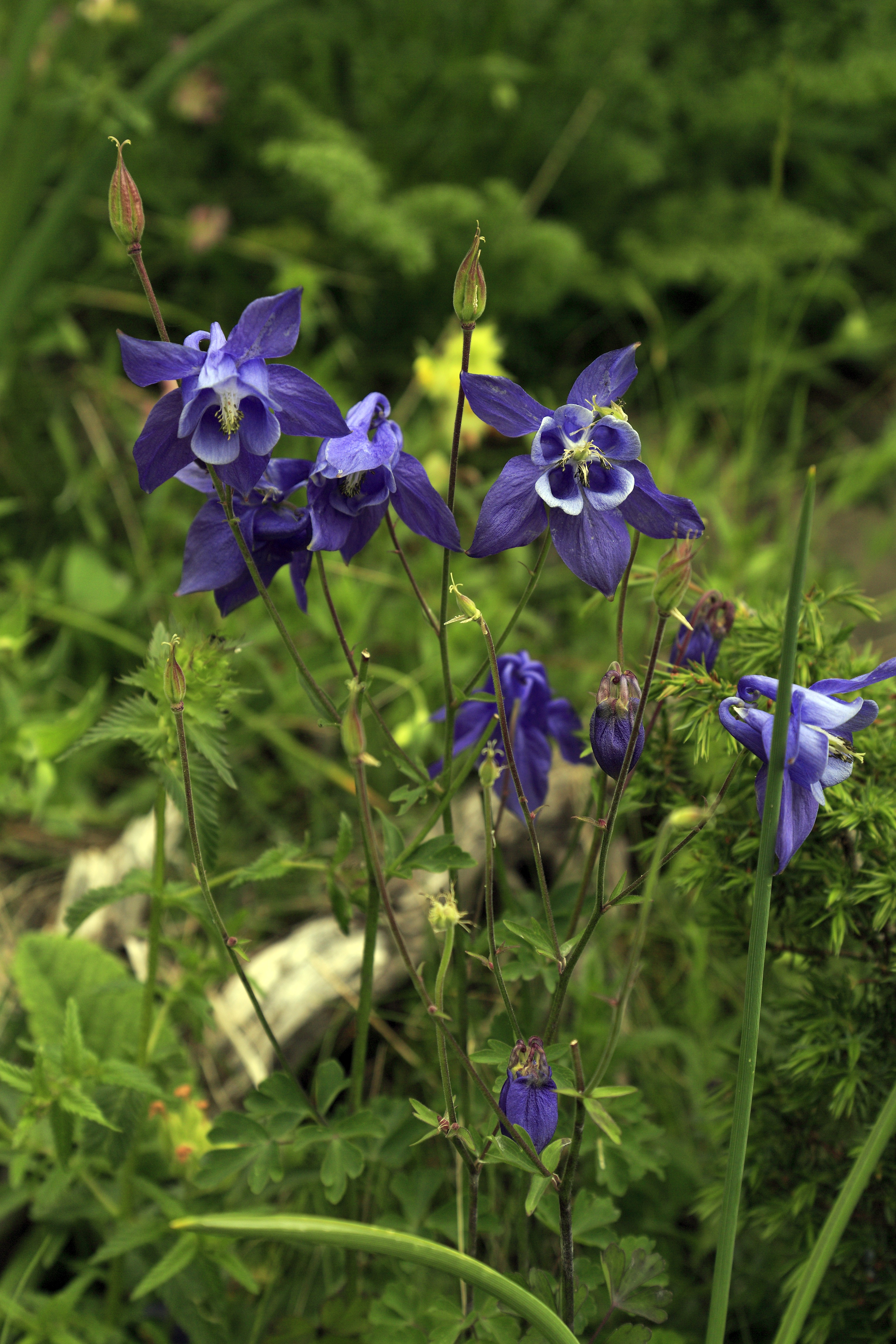
Ancolie des Pyrénées dans la vallée d'Ordesa.

La flore comprend plus de 1 500 espèces végétales, dont 50 espèces endémiques des Pyrénées.
Dans les profonds canyons côté espagnol, comme le celui de Niscle et du Vellos, se trouve une végétation quasi méditerranéenne tel que le Chêne vert à glands doux (Quercus ilex subsp. ballota) entre les rochers et le Chêne faginé (Quercus faginea) dans les sols plus profonds.
Dans la montagne, jusqu'à une altitude de 1 500-1 700 mètres, on rencontre d'abord le Chêne rouvre (Quercus petraea), puis de nombreux bois où sont présents le Hêtre commun (Fagus sylvatica), le Sapin commun (Abies alba), le Pin sylvestre (Pinus sylvestris), le Chêne tauzin (Quercus pyrenaica), avec une présence limitée du Bouleau verruqueux (Betula pendula), du Frêne commun (Fraxinus excelsior), du Saule drapé (Salix elaeagnos) et du Noisetier (Corylus avellana). Parmi les plantes vivaces se trouvent la Grassette à longues feuilles (Pinguicula longifolia) et les espèces endémiques telles que la Ramondie des Pyrénées (Ramonda myconi), la Saxifrage des Pyrénées (Saxifraga longifolia), le Muflier toujours vert (Antirrhinum sempervirens) et l'Ancolie des Pyrénées (Aquilegia pyrenaica).
À l'étage subalpin, jusqu'à 2 000 m environ, domine le Pin à crochets (Pinus uncinata) ainsi que le Buis commun (Buxus sempervirens) dans les sous-bois jusqu'à 1 800 m. Sur les prairies d'altitude à étage subalpin et alpin, entre 1 700 et 3 000 mètres, vit l'Edelweiss (Leontopodium alpinum) mais aussi de nombreuses espèces endémiques comme la Vesce argentée (Vicia argentea), la Dioscorea des Pyrénées (Borderea pyrenaica), la Saxifrage d'Irat (Saxifraga iratiana) et l'Androsace des Pyrénées (Androsace pyrenaica).

### Faune

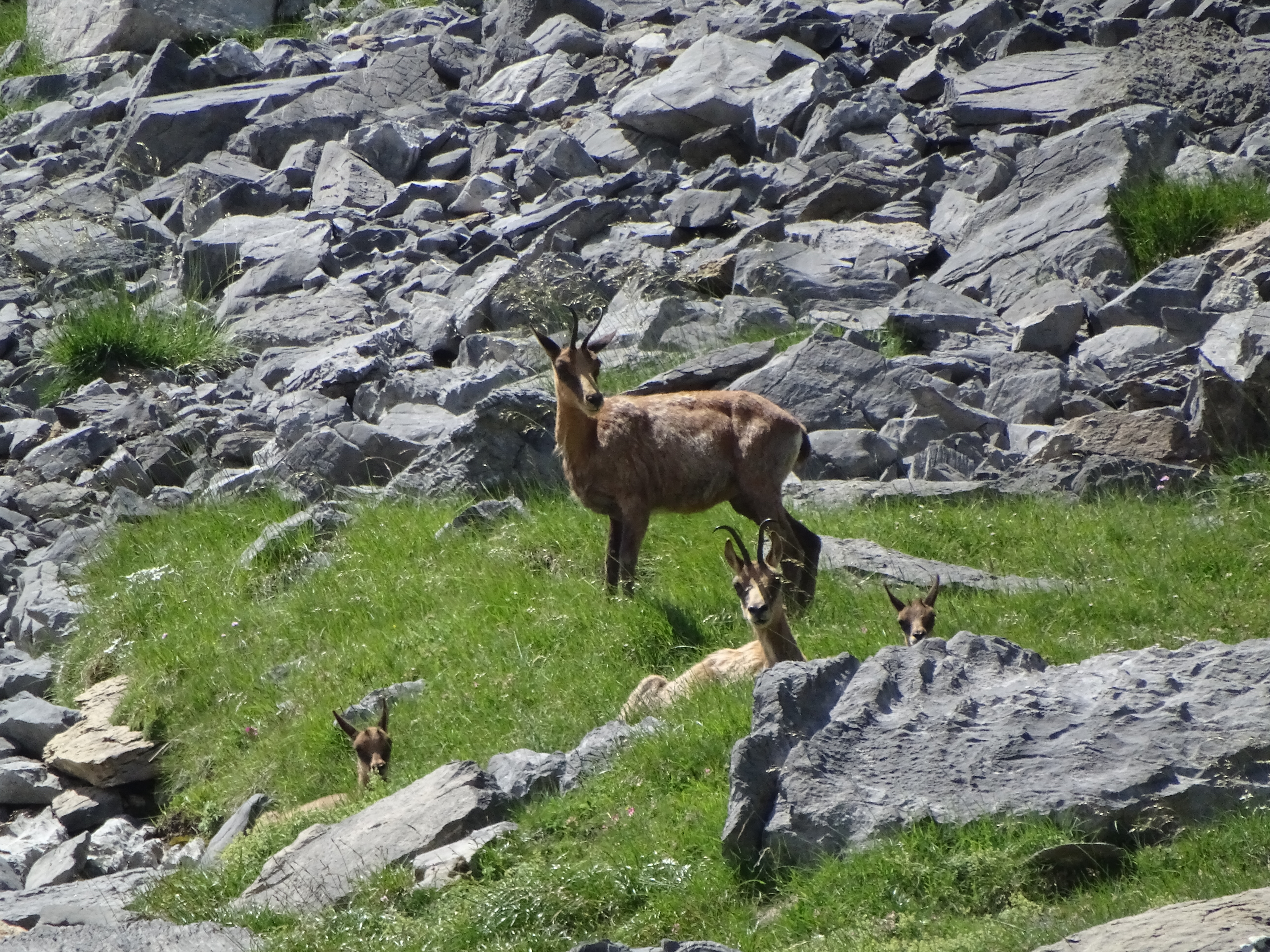
Isards dans le massif du Mont-Perdu.

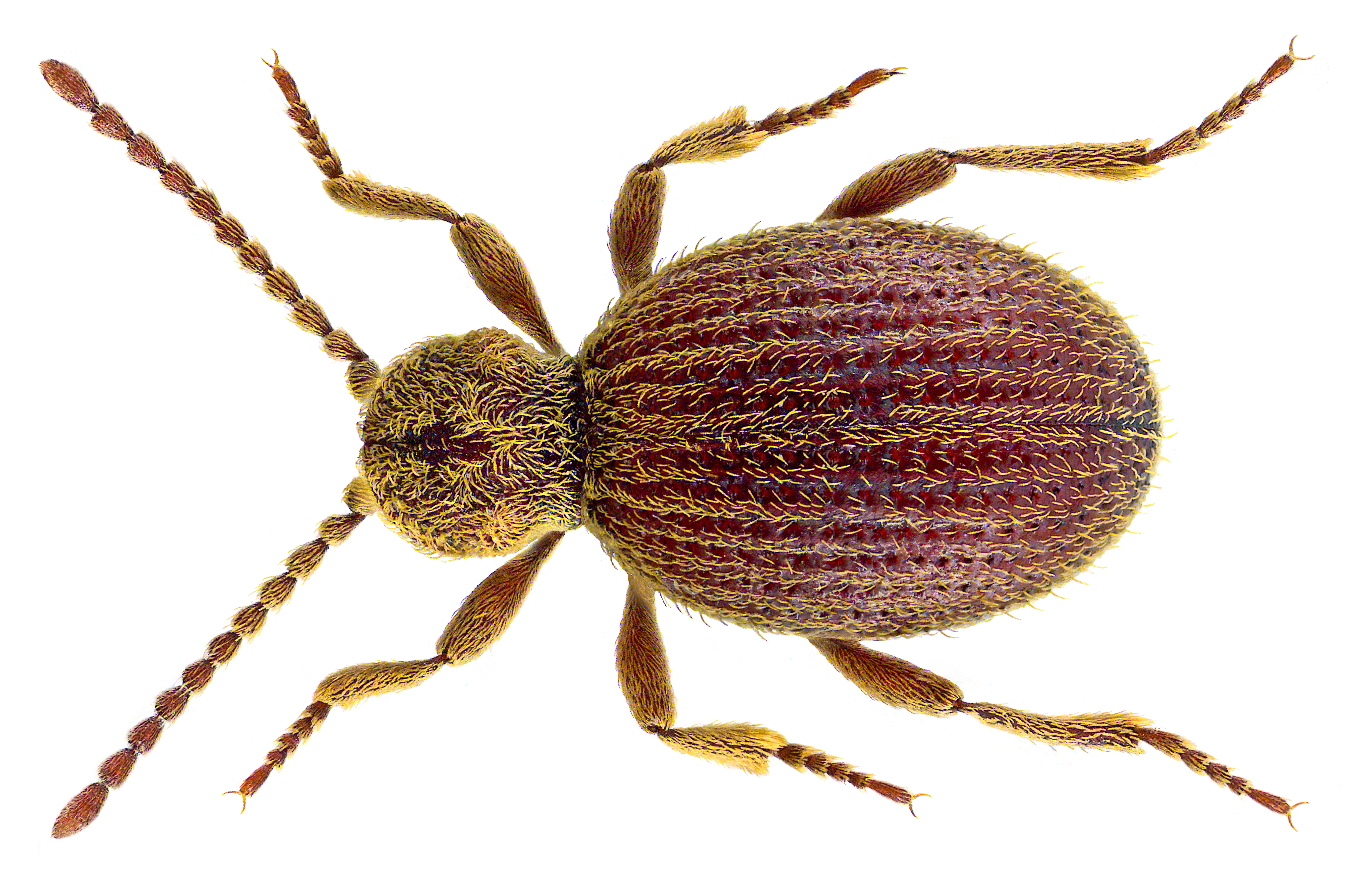
Tipnus unicolor, espèce cavernicole du massif karstique du genre Tipnus.

Le site abrite de nombreuses espèces animales symboliques ou endémiques des Pyrénées.
Les mammifères comprennent notamment la marmotte (Marmota marmota), l'hermine (Mustela erminea), le chevreuil (Capreolus capreolus) et l'isard (Rupicapra pyrenaica) avec une population estimée à 800 individus. Le Desman des Pyrénées (Galemys pyrenaicus), insectivore et endémique, est présent dans les cours d'eau. L'espèce emblématique du massif était le Bouquetin des Pyrénées (Capra pyrenaica pyrenaica) mais elle a disparu en 2000 malgré les efforts de préservation. La France essaye d'y introduire l'espèce cousine du Bouquetin ibérique avec des lâchers à partir de 2016 au niveau de la commune de Gèdre.
Les oiseaux comprennent le Gypaète barbu (Gypaetus barbatus), en déclin dans toute l'Europe, l'Aigle de Bonelli (Aquila fasciata), le Lagopède alpin (Lagopus muta), la Gélinotte des bois (Tetrastes bonasia), le Grand Tétras (Tetrao urogallus), le Chocard à bec jaune (Pyrrhocorax graculus), la Mésange nonnette (Poecile palustris), le Grimpereau des bois (Certhia familiaris), le Tichodrome échelette (Tichodroma muraria), le Traquet motteux (Oenanthe oenanthe), le Rougequeue noir (Phoenicurus ochruros), l'Accenteur alpin (Prunella collaris), le Pipit spioncelle (Anthus spinoletta) et la Niverolle alpine (Montifringilla nivalis). 
Les reptiles incluent le Lézard des Pyrénées (Iberolacerta bonnali), endémique et vivant aux hautes altitudes. Parmi les amphibiens, on note l'euprocte des Pyrénées (Calotriton asper), endémique, la Grenouille rousse (Rana temporaria) et la Grenouille des Pyrénées (Rana pyrenaica), endémique. 
Les insectes troglodytes sont présents dans ce massif karstique, tels que les collembola comme Tricanthella frigida, espèce endémique existant dans le cirque de Gavarnie à 2 500 m d'altitude, et les coléoptères comme Tipnus unicolor et Trapezodirus bolivari.

## Histoire
En 1802, le français Louis Ramond de Carbonnières explore le site et ses guides réalisent la première ascension connue du Mont Perdu. Il reconnait alors un massif calcaire de haute altitude, fait de sédiments marins notamment des coquilles d’huîtres fossilisées. Ceci entraîne un changement de paradigme en géologie car il apporte alors la preuve que d'anciens sols sous-marins ont été remontés à plus de 3 300 m de hauteur au centre même d'une chaîne de montagne (auparavant on pensait que seules les marges de chaînes pouvaient éventuellement avoir des nappes de type calcaire).
En 1903, le géologue Arthur Bresson identifie la nappe de charriage de Gavarnie au niveau du plateau des Espuguettes, où des roches plus récentes se retrouvent en dessous de roches plus anciennes (concept théorisé par Marcel Alexandre Bertrand en 1884).
En 1918, côté espagnol, le parc national d'Ordesa et du Mont-Perdu est créé par un décret royal qui déclare « Parc National » la vallée d'Ordesa sur une superficie de 2 175 ha. En 1982, un nouveau décret royal décide d'englober la vallée de Niscle, la gorge d'Escuain et le massif du Mont-Perdu depuis les pics de Gabiétous jusqu'au Port Neuf de Pinède. Le territoire du parc est alors étendu à 15 608 ha avec une zone périphérique de 19 697 ha et son appellation devient « parc national d'Ordesa et du Mont-Perdu ».
En 1967, côté français, le parc national des Pyrénées est créé par le décret no 67-265 avec une zone centrale de 45 707 ha et une zone périphérique de 206 352 ha, qui s'étire sur 100 kilomètres de long, soit six vallées dans les départements des Pyrénées-Atlantiques et des Hautes-Pyrénées. Seule sa partie est, qui regroupe la haute vallée de Luz-Gavarnie et la haute vallée d'Aure, fait partie de la zone protégée binationale.
En 1995, la réunion du parc national d'Ordesa et du Mont-Perdu avec la partie centrale et adjacente du parc national des Pyrénées est proposée comme site à inscrire au patrimoine mondial de l'Unesco. La France propose alors l'appellation « Massif Mont Perdu-Tres Serols », suivie de l'Espagne en 1997 avec « Monte Perdido: Circos y Cañones ». Une première tentative de compromis suggérée est « Mont Perdu/Gavarnie », avant que ne soit finalement retenue la proposition actuelle de « Pyrénées-Mont Perdu ». Le 6 décembre 1997, le site est inscrit au patrimoine mondial de l'Unesco, au double titre de « paysage naturel » et de « paysage culturel », puis étendu en 1999 afin d'y inclure la commune de Gèdre. Conséquence directe de ce classement, la route départementale 923 reliant Gavarnie au port de Boucharo est remplacée par un sentier entre le port de Boucharo et le col de Tentes.

## Patrimoine mondial

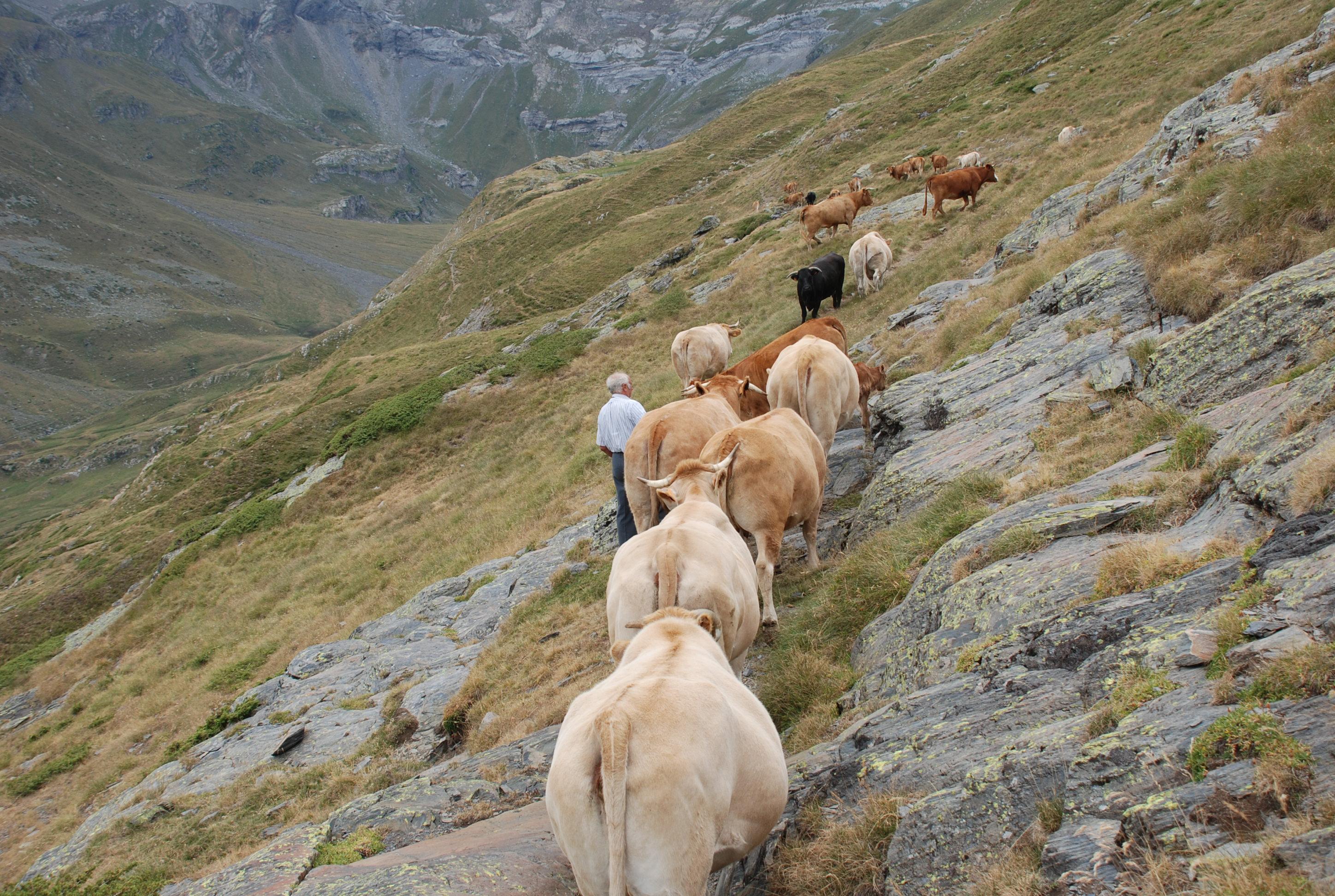
Exemple du critère 5 : Menage d'un troupeau de vaches en estive dans le cirque d'Estaubé.

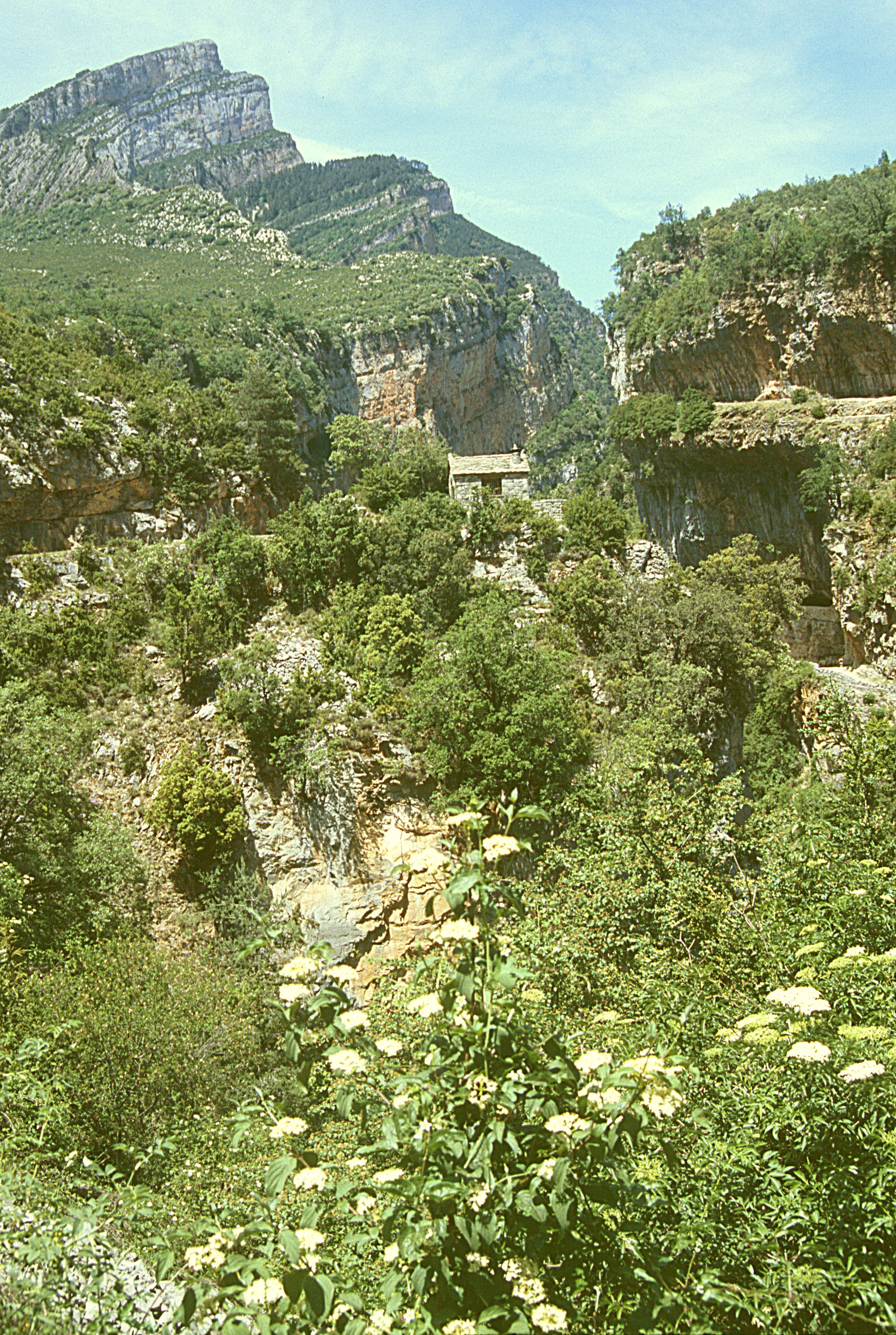
Exemple du critère 7 : végétation en haut du canyon de Niscle.

L'inscription au patrimoine mondial de l'Unesco se réfère aux 5 critères suivants, qui traduisent la « valeur universelle exceptionnelle » du bien :
- critère 3 : « Les pâturages et les prairies de Pyrénées-Mont Perdu, avec leurs villages et les chemins qui les relient, sont un témoignage remarquable d’un système de transhumance aujourd'hui très rare en Europe, encore pratiqué par sept communautés qui vivent principalement à proximité des limites du bien » ;
- critère 4 : « Les hautes vallées et les sommets calcaires de Pyrénées-Mont Perdu sont un exemple exceptionnel de paysage façonné par un système de transhumance pastorale qui s’est développé au Moyen Âge et persiste encore » ;
- critère 5 : « Le modèle de l’habitat de Pyrénées-Mont Perdu avec ses villages, ses champs et ses prairies, qui est à la base d’une migration saisonnière des hommes et des bêtes vers les pâturages d’altitude pendant la saison d’été, est un exemple exceptionnel d’un type de transhumance qui fut autrefois répandu dans les régions montagneuses d’Europe, mais qui est aujourd'hui devenu rare » ;
- critère 7 : « Le bien est un paysage exceptionnel avec des prairies, des lacs, des grottes, des montagnes et des forêts. De plus, la région présente un grand intérêt pour la science et la conservation, possédant toute une gamme d´éléments géologiques, panoramiques, faunistiques et floristiques qui en font l'un des espaces protégés alpins parmi les plus importants d´Europe » ;
- critère 8 : « Le massif calcaire du Mont Perdu présente une série de formations géologiques classiques telles que des canyons profondément creusés et des cirques spectaculaires. La région se distingue par le fait qu’il s'agit d'une zone de collision tectonique entre la plaque ibérique et la plaque d'Europe occidentale. Le bien présente une unité géologique exceptionnelle, car il s'agit d'un massif calcaire avec en son centre le Mont Perdu. Le paysage qui en résulte est considérablement différent sur le versant nord (France) et sur le versant sud (Espagne) ».